# Bubo ketupu
El búho pescador malayo (Bubo ketupu) es una especie de ave strigiforme en la familia Strigidae. Los cuatro búhos pescadores fueron previamente separados en el género Ketupa.

## Distribución y hábitat
Se distribuye desde el sur de Birmania y el centro de la India al sur y el este de Camboya, Laos y Vietnam, Tailandia peninsular, la península de Malaca, el archipiélago de Riau, Sumatra, Indonesia hasta Java, Bali y Borneo. Un espécimen fue registrado en la isla de Cocos (Keeling) fuera de Australia, 1050 km fuera de su área normal. Su hábitat natural son los bosques tropicales húmedos y otras zonas boscosas cerca del agua, incluidos los bancos boscosos de ríos, lagos y estanques de peces y arrozales. Puede sobrevivir bien cerca de las viviendas humanas, pero también puede ser encontrado en los bosques de manglares desolados y otras zonas menos habitadas o deshabitadas. Vive principalmente en las tierras bajas, pero se puede encontrar en alturas de hasta 1600 m.

## Subespecies
- B. ketupu ketupu (Horsfield, 1821)– encontrada en la península de Malaca, el archipiélago de Riau, Sumatra, Belitung, Java, Bali y gran parte de Borneo. Es la única subespecie bien estudiada y es aparentemente la más grande, un poco más que aagaardi y considerablemente más que las otras dos razas insulares. La cuerda alar es de 335 a 390 mm, la cola de 160 a 181 mm, el tarso de 70 a 80 mm y el pico de 40 a 42 mm (1,6 a 1,7 en).

- B. ketupu aagaardi (Neumann, 1935– encontrada en el sur de Birmania a Tailandia peninsular y Vietnam. Esta subespecie es similar a la nominal, pero es mucho más pálida, especialmente en las partes inferiores. La cuerda alar es de 315 a 354 mm.

- B. ketupu pageli (Neumann, 1936– endémica de Sarawak en la costa este del norte de Borneo. Esta subespecie es similar a la nominal pero es mucho más rojiza en color, con algunas aves de un color rojo ladrillo. La cuerda alar es 310 a 330 mm.

- B. ketupu minor (Buttikofer, 1896– encontrada sólo en la isla de Nías. Esta subespecie es notable por su tamaño muy pequeño. La cuerda alar es de 295 a 300 mm.[4][5]